# Geschichte Kirgisistans
Die Geschichte Kirgisistans umfasst die Entwicklungen auf dem Gebiet der Kirgisischen Republik von der Urgeschichte bis zur Gegenwart. Die turksprachigen Kirgisen wanderten vom 8. Jahrhundert an in das Gebiet des heutigen Kirgisistans ein. In den Wirren der Mongolen- und Dschungarenzeit (13.–18. Jahrhundert) verstärkte sich die Wanderungsbewegung an den Tianshan, und mit dem Ende des russischen Kolonialzeitalters und der Sowjetzeit entstand im 20. Jahrhundert schrittweise der heutige Staat.

## Ur- und Frühgeschichte

### Urgeschichte
In der Sel-Unkur-Höhle wurden etwa 1.000.000 Jahre alte menschliche Knochen gefunden. Menschliche Hinterlassenschaften weisen darauf hin, dass das Gebiet des heutigen Kirgisistans bereits vor 200.000 bis 300.000 Jahren besiedelt wurde. Am Issyk-Kul-See und im Tschüi-Tal wurden Faustkeile aus der Altsteinzeit gefunden. Aus der Mittelsteinzeit wurden Bögen und dazugehörige Pfeile gefunden. Im Neolithikum wurde der Tien-Schan bereits mehr besiedelt: Im zentralen Tien-Schan und im Fergana- und Talas-Tal wurden Felszeichnungen gefunden, die die Jagd und die Viehzucht darstellen.

### Frühgeschichte
Die ersten schriftliche Zeugnisse der Kirgisen sind in chinesischen Chroniken um das Jahr 2.000 v. Chr. zu finden. Zu dieser Zeit begann auch in Kirgisistan die Bronzezeit. Um 1800 v. Chr. besiedelte die Andronowo-Kultur die Ebenen Sibiriens und Zentralasiens und brachte damit die Sesshaftigkeit und Viehzucht in die Region. Im Tien-Schan waren sie jedoch gezwungen, im Winter ins Tal zu gehen und den Sommer auf der Hochweide zu verbringen. Nachdem Zentralasien sich um 1000 v. Chr. bald klimatisch veränderte, war die Andronowo-Kultur erneut gezwungen, sich anzupassen und endgültig zu nomadisieren. Parallel zur Andronowo-Kultur kam damals im Ferghanatal auch die Tschust-Kultur auf.

## Antike
Die Region wurde lange von iranischsprachigen Kulturen dominiert. Im 1. Jahrhundert vor Christus drangen die Hunnen aus Nordosten nach Westen vor. Sie vertrieben die Yüe-Tschi (auch Tocharer), die beim Yssyk-Köl auf die Saken, ein iranisches Volk, stießen und diese nach Süden vertrieben. Diese gingen ins Ferghanatal und beendeten dort die griechische Herrschaft. Die Hunnen selbst sind vermutlich nicht tief in das Gebiet Kirgisistans vorgedrungen. Im 3. Jahrhundert nach Christus zogen sie wieder weiter nach Westen. Die Kuschan, ein Stamm der Yüe-Tschi, herrschten danach über das Gebiet. Nach der Ankunft der Sassaniden wurden Statthalter ernannt, die auch als Kuschano-Sassaniden bezeichnet werden. Im 6. Jahrhundert kamen erneut nomadische Stämme aus Nordosten nach Kirgisistan. Sie gründeten die beiden Reiche der Kök-Türk. Das westliche Kök-Türk-Reich wurde von der Tang-Dynastie erobert und war fortan nur noch ein Vasallenstaat. Auch andere Teile der Region wurden von ihnen erobert. Das östliche Kaganat fiel an die Karluken.

## Zeit zwischen den Kök-Türk und dem Mongolenreich

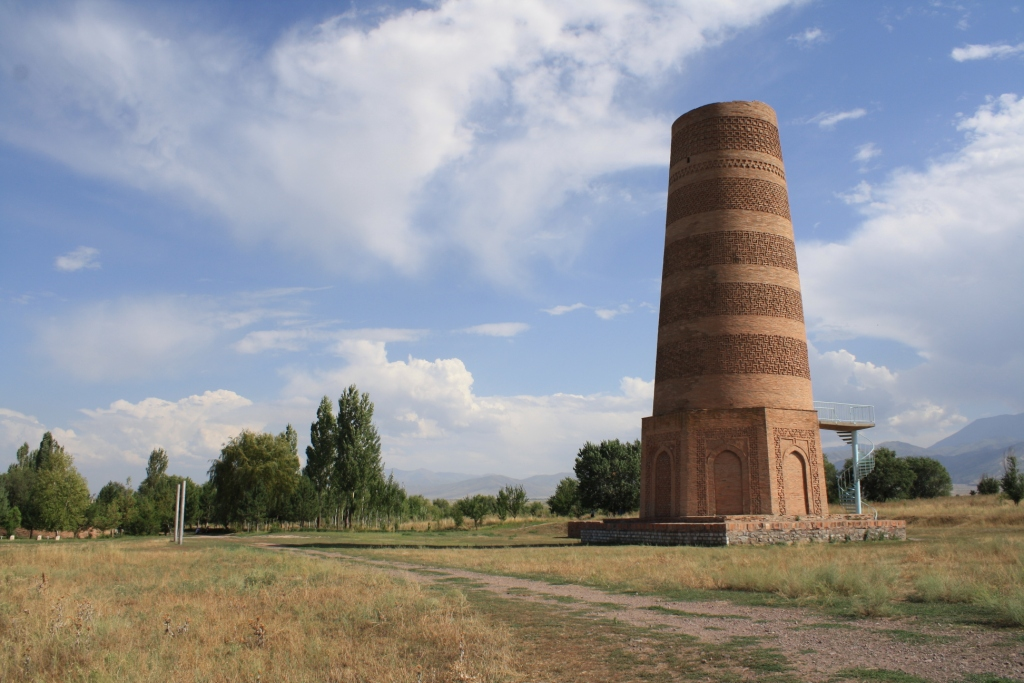
Burana-Turm 12 km südwestlich der kirgisischen Stadt Tokmok (etwa 11. Jahrhundert)

Im Jahr 751 trafen chinesische und arabische Truppen aufeinander, insgesamt etwa 100.000 Mann. Die Chinesen waren Jahrzehnte zuvor durch den Einfall der tibetischen Monarchie in Ostturkestan dauerhaft geschwächt worden, und so gewannen die Araber die Schlacht und erlangten Kontrolle über Zentralasien. Unter der Herrschaft der arabischen Abbasiden begann die Islamisierung auch in Zentralasien.
Kirgisische Volksstämme siedelten ursprünglich am oberen Jenissej. Als sogenannte Jenissej-Kirgisen traten sie im 5. und 6. Jahrhundert als Vasallen der Kök-Türk auf. Ab dem 8./9. Jahrhundert wanderten Gruppen von ihnen in das Gebiet des heutigen Kirgisistan ein, was anhand von einigen wenigen Hinweisen in Gestalt von Clan-Namen, Runeninschriften und Ortsnamen sichtbar ist.
Bereits im 7. Jahrhundert kam im Norden der Buddhismus auf. Als die tibetische Monarchie im 8. Jahrhundert in Ostturkestan eindrang, kam der frühe Buddhismus auch nach Ostkirgisistan. Die Buddhisten hinterließen Inschriften auf Findlingen bei Tamga Tasch. Orte wie Ak-Beschim oder Novopokrovskoe 2 belegen auch das Eindringen der Sogden.
Im 9. und 10. Jahrhundert formierten die Jenissej-Kirgisen ein Großreich, von dessen Bedeutung archäologische Zeugnisse (Berg- und Ackerbau, Orchon-Runenschrift, Straßenbau, Bewässerungsanlagen und kleinere Städte) zeugen.
Nach 940 formierte sich das Reich der Karachaniden. Sie beherrschten das gesamte Territorium des heutigen Kirgisistans. Ihre Hauptstadt, Balasugun, lag im Tschüital. Im Jahr 1041 wurde das Reich in ein West- und ein Ostreich geteilt. Kirgisistan gehörte fortan zum Ostreich. Um 1140 fiel es an die Kara-Kitai. Um das Jahr 1210 besiegte der Schah Muhammad II. die Kara-Kitai und gliederte das Gebiet in sein Reich ein, doch dieses Reich fiel allerdings nur nach wenigen Jahren den Mongolen zum Opfer.

## Mongolenherrschaft
In den Jahren 1207 und 1208 unterstellten sich die Khane der Jenissej-Kirgisen freiwillig Dschingis Khans ältestem Sohn Dschötschi. An den mongolischen Feldzügen nahmen auch Kirgisen teil. So nahmen diese an der Eroberung des heutigen Kirgisistans (um 1219) teil und ließen sich dort nieder. Ein kleiner Teil von ihnen nomadisierte in den benachbarten Steppengebieten des Flachlandes. Anfänglich gehörten die Jenissej-Kirgisen zur Orda-Horde. Doch im späten 15. Jahrhundert war ihr Gebiet vom stammverwandten Tschagatai-Khanat erobert und die Orda-Horde aufgelöst worden. Das Gebiet der einstigen Orda-Horde wurde zwischen der Weißen Horde und dem Tschagatai-Khanat aufgeteilt; der Norden des Gebietes stand unter dem Einfluss des Khanat Sibir. Doch wurden die Kirgisen immer wieder von Überfällen der westmongolischen Oiraten heimgesucht.

## Bündnis mit dem Khan der Großen Horde und Dschungarenreich

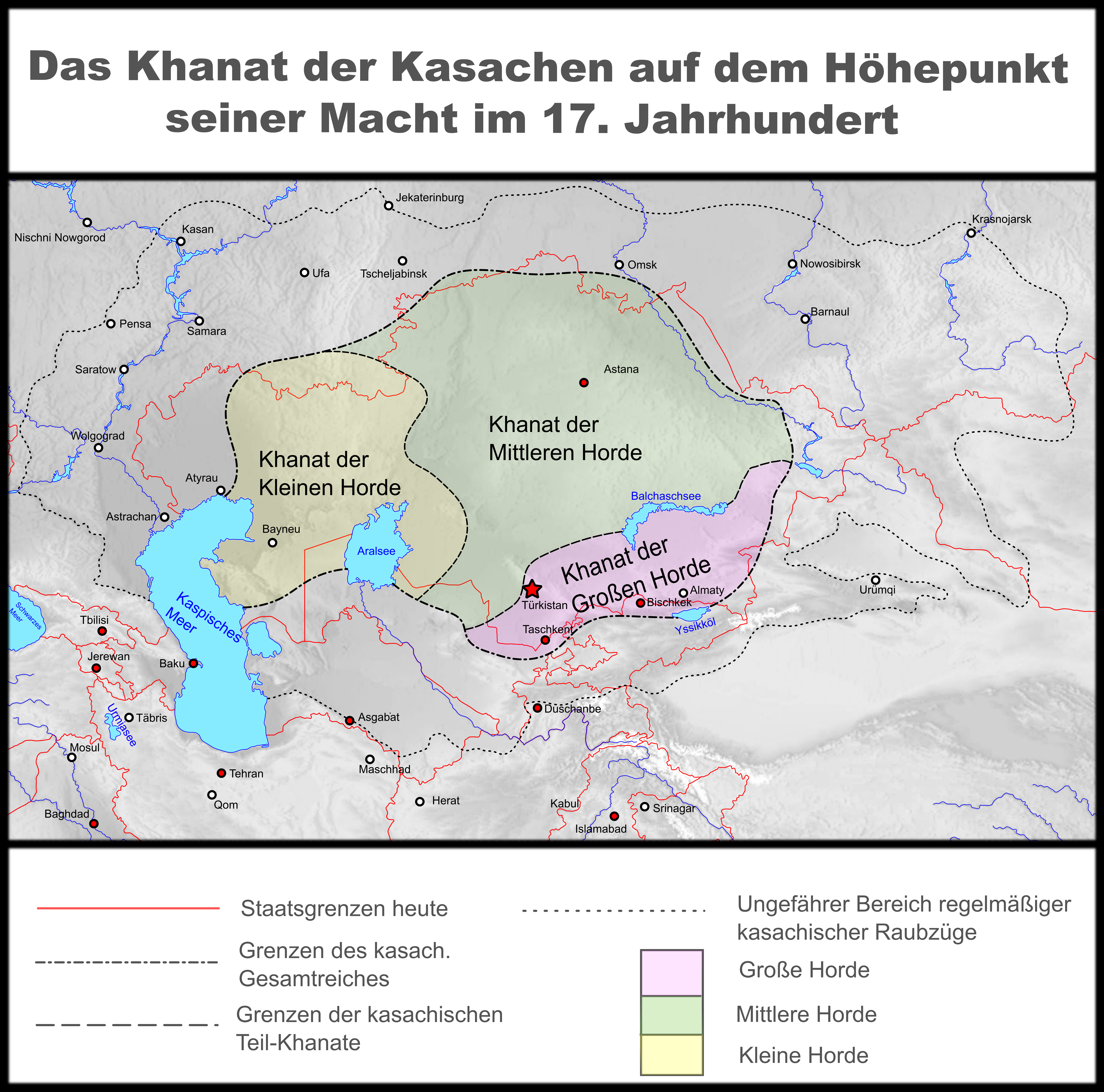
Das kasachische Khanat mit dem Gebiet
der Kleinen Horde
der Mittleren Horde
der Großen Horde

Als die Dschungaren von der westlichen Mongolei aus begannen, ihr nomadisch geprägtes Steppenreich zu errichten, wanderten aufgrund dessen immer mehr Kirgisen aus dem Jenissejgebiet ins südlichere Tianshangebirge ab, wo sie sich mit der autochthonen Bevölkerung vermischten und ab dem 16. Jahrhundert in der Region zu einem Machtfaktor wurden. Die ca. 40 kirgisischen Stämme mit ihren Clans agierten in ihren neuen Siedlungsgebieten äußerst autonom.
Zwischen dem 17. und 18. Jahrhundert standen die Kirgisen auch in einem lockeren Bündnis mit den benachbarten Kasak-Kirgisen, die die weiten Steppengebiete Zentralasiens durchzogen. Diese hatten im 15. Jahrhundert das Kasachen-Khanat begründet. Nun war dieses in drei teilweise konkurrierende Horden zerfallen. Während die Kleine und Mittlere Horde weiterhin die Steppengebiete zwischen dem Balchaschsee und dem Kaspischen Meer beherrschten, gehörten sowohl die südlichen Steppengebiete mit den Städten als auch die Khanate Chiwa und Buchara zum Einflussgebiet der Großen Horde. Vor allem mit dem Khan der Großen Horde standen die Kirgisen in engem Kontakt und gehörten ebenfalls größtenteils zu dessen Einflussbereich.

## Zeit der Zugehörigkeit zu China und zum Khanat Kokand
Aufgrund der ständigen Überfälle zogen die übrigen Kirgisen bis auf geringe Reste vom Jenissej an den Tianshan, während sich die Kasak-Kirgisen nach und nach der russischen Krone unterstellten. Im 18. Jahrhundert wurde das Dschungarenreich zerschlagen und das heutige Kirgisistan gehörte zum Kaiserreich China. In diesem Jahrhundert wurde das Gebiet endgültig islamisiert.
1762 eroberte das Kokander Khanat Osch. Zwischen 1820 und 1870 drang das Kokander Khanat schrittweise weiter nach Osten vor. Dabei umging es zunächst das Gebirge im Norden und baute Festungen wie die Festung Pischpek. In den 1830er-Jahren wurde auch das Gebiet des Yssyk-Köls erobert, danach wurde auch langsam das Gebirge eingenommen.

## Geschichte unter der Zarenzeit bis zur Sowjetrevolution

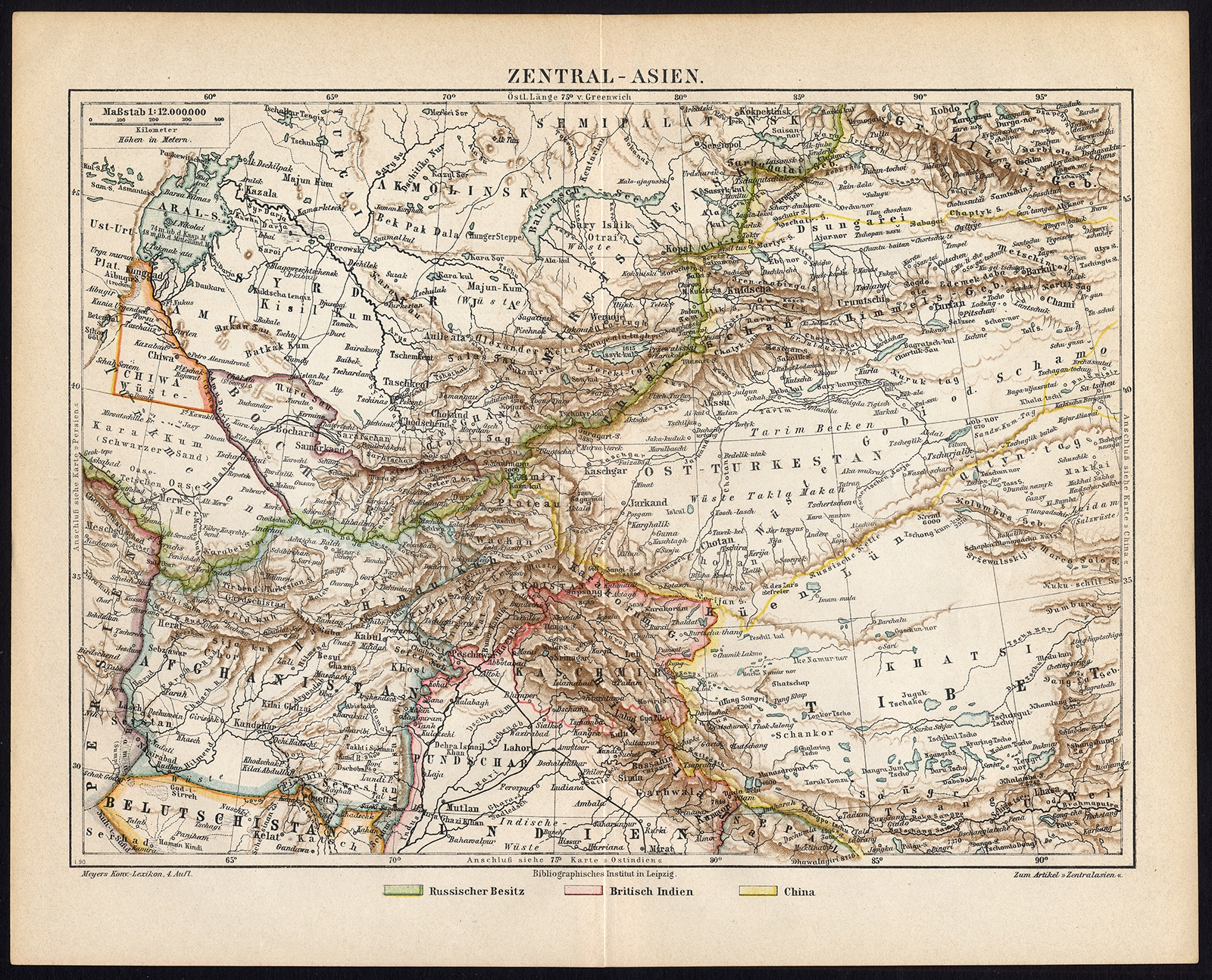
Historische Karte (vor 1893) Zentralasiens

Um 1855 begann die russische Expansion, die sich das Siedlungsgebiet der Kirgisen schrittweise einverleibte. Der Nordteil des Landes wurde bis 1863 von den Truppen Michail Tschernjajews erobert. 1876 übernahm das Russische Reich mit der Besetzung des Alai-Tales die vollständige Herrschaft im Land.
Gegen Ende des 19. Jahrhunderts kamen immer mehr Russen und Ukrainer ins Land. Vor allem im Norden entstanden russisch geprägte Kolonialstädte wie Pischpek oder Tokmak. Außerdem siedelten Russlanddeutsche ein. Ihre Nachkommen leben bis heute als Kirgisistandeutsche in kleinen Dörfern wie Rot-Front. In den russischen Kolonialstädten wurden erstmals im großen Maßstab Schulen, Straßen und Wohngebäude errichtet. Im Jahr 1911 wurde das erste Buch in kirgisischer Sprache gedruckt. Dennoch verblieb die ländliche Bevölkerung arm und ohne Zugang zu Schulbildung, weshalb die Unzufriedenheit mit der Politik des russischen Reichs wuchs.
1905 nahmen kirgisische Intellektuelle sowohl an einem „Kongress der turkestanischen Muslime“ in Taschkent als auch an zwei Veranstaltungen in Orenburg und Warny teil. Veranstalter waren der Dumaabgeordnete Älichan Bökeichan, der Sprachwissenschaftler Achmet Baitursynuly und der Schriftsteller Mirschaqyp Dulatuly. Aufgrund dieser letzteren Kongresse schlossen sich erstmals kasachische und kirgisische Intellektuelle zu einer konstitutionell-demokratisch sowie landsmannschaftlich betont national orientierten „Nationalbewegung“ zusammen, die den Namen „Alasch“ erhielt. Politisch blieb diese Alasch-Bewegung allerdings bedeutungslos.
Als 1916 der mittelasiatische Aufstand, der vor allem von den Basmatschi getragen wurde, nahmen auch zahlreiche Kirgisen teil. Im Frühjahr 1917 wurde offiziell in Bischkek durch Mustafa Tschokajew eine Sektion der Alasch-Partei gegründet und im November des gleichen Jahres wurde von diesem in Kokand die sogenannte „Kokander Autonomie“ ausgerufen. Diese umfasste auch das heutige Kirgisien und war de facto eine territoriale Einheit des im Dezember 1917 ausgerufenen Alasch-Orda-Staates. Das Khanat wurde im Februar 1918 durch die Rote Armee blutig beseitigt und im April 1918 faktisch in die neu gegründete Turkestanische ASSR eingegliedert.
Aktives und passives Frauenwahlrecht wurden im Juni 1918 eingeführt.
1919 ging der Alasch-Orda-Staat durch eine Niederlage gegen die Rote Armee unter und wurde im August 1920 aufgelöst. Infolgedessen wurde dann das heutige Kirgisistan auch rechtlich in die Turkestanische ASSR aufgenommen. Innerhalb der Turkestanischen ASSR bildete das heutige Kirgisistan den Karakirgisischen Autonomen Oblast und die ASSR dabei um Gebiete der früheren Regionen (oblast) Semirechenskaja, Syrdarinskaja, Ferganskaja und Samarkandskaja ergänzt.

## Geschichte innerhalb der UdSSR

Administrative Gliederung Turkestans um 1900

### Gründung und erste Jahre
Vor der Gründung der UdSSR gab es keine kirgisische Nation im heutigen Sinne, sie wurde erst während ihr künstlich erzeugt. Im Oktober 1924 wurde die Turkestanische ASSR aufgelöst. Am 25. Mai 1925 wurde das bisherige Karakirgisische Gebiet in Kirgisische Autonome Oblast umbenannt. Am 1. Februar 1926 wurde dem Kirgisischen Autonomen Oblast mit der Gründung der Kirgisischen ASSR im Rahmen der RSFSR der Status einer autonomen Republik zugestanden. Mit der Verfassung von 1936 erfolgte am 5. Dezember 1936 die Ernennung zur Unionsrepublik der Kirgisischen Sozialistischen Sowjetrepublik als Teil der Sowjetunion. Diesen Status behielt Kirgisistan fortan bis zur Erlangung der Unabhängigkeit im Jahr 1991. Anders als beispielsweise im kolonialen Afrika bemühten sich die Sowjets, die Grenzen auf ethnischen Grundlagen zu ziehen. Dennoch ist die Grenzziehung Auslöser für ethnisch motivierte Spannungen.

### Stalinismus und Zweiter Weltkrieg
Intellektuelle, politisch Aktive und gebildete Kirgistaner  lebten meistens im Tschüital. Diese elitäre Schicht bestand fast ausschließlich aus Russen, Ukrainern, Tschechen, Juden und anderen europäischem Völkern, ethnische Kirgisen waren in diesen Kreisen selten. Die ländliche Bevölkerung war dagegen noch kaum alphabetisiert und hatte keinen Zugang zu Bildung.
Während der Stalinschen Säuberungen wurden die Intellektuellen stark dezimiert. Am 5. November 1938 fand südlich vom heutigen Bischkek eine Massenerschießung im Rahmen des Großen Terrors statt, bei der 137 führende Köpfe der Kirgisischen SSR ohne Gerichtsurteil getötet wurden. Heute erinnert die Gedenkstätte Ata-Bejit an die Opfer. Auch der Vater des bekanntesten kirgisischen Autors, Tschingis Aitmatow, wurde hier erschossen.
Josef Stalin vollzog während seiner Herrschaft eine Zwangsindustrialisierung und -sowjetisierung. Die Industrialisierung wurde als zentral für den Staatsaufbau gesehen. Für die Industrialisierung wurde u. a. Interhelpo gegründet. Die nomadische Lebensweise der Kirgisen wurde als hinderlich für die Industrialisierung angesehen, und so wurden viele zur Sesshaftigkeit gezwungen. Die Religionen in Kirgisistan wurden unterdrückt und durch den Staatsatheismus ersetzt. Gleichzeitig bekamen aber viele Kirgisen erstmals Zugang zu Bildung. Das ethnisch und sprachlich komplexe Gebiet wurde neu strukturiert. Man versuchte, jeder Ethnie ihr eigenes Gebiet zuzuteilen. So ergab sich allerdings Konfliktpotenzial, besonders im usbekisch geprägten Ferghanatal. Teile des Gebiets wurden der kirgisischen SSR zugeteilt, allerdings lebten dort immer noch Usbeken. Die Tadschikisch geprägten Städte Usbekistans wurden usbekisiert. Auch die Sprache wurde vereinheitlicht, die stark von Dialekten geprägte Kirgisische Sprache wurde standardisiert. Dafür wurde der Dialekt des Nordens gewählt. Stalin verfügte, die Schriften aller Völker der Sowjetunion müssten auf Kyrillisch geschrieben werden. Bis heute wird kirgisisch mit der kyrillischen Schrift geschrieben.
Während des Zweiten Weltkriegs wurden zahlreiche kulturelle Institutionen und sogar ganze Fabriken nach Zentralasien evakuiert. Aus Angst, sie könnten mit den Japanern sympathisieren, ließ Stalin Koreaner aus dem fernen Osten nach Zentralasien deportieren. Diese koreanische Minderheit (Korjo-Saram) gibt es bis heute.

### Letzte Jahre und Auflösung
1988 schlossen sich nationalistische Kirgisen mit den benachbarten Kasachen zu einer neuen Alasch-Partei zusammen, die nun den Namen „Alasch – Partei der nationalen Unabhängigkeit“ trug. Viele ihrer Mitglieder kamen aus der rechtsnationalen Bürgerrechtsbewegung „Aschar“ (kirgisisch Acar = türkisch Aşar = deutsch Schlüssel), deren Hauptforderungen vor allem in der Aussiedlung der nichttürkischen Bevölkerungsminderheiten aus dem Land und der Übergabe ihrer Häuser an Kirgisen bestanden. Diese ethnisch kirgisisch geprägte Bewegung hatte unter anderem das Ziel, den Wohnungsbau in Frunse zu beschleunigen. Kirgisen würden bei der Wohnungsauswahl von Russen und Usbeken benachteiligt. Die Stimmung heizte sich zunehmend auf, Kirgisen sahen immer mehr ihre angebliche Benachteiligung. Zwar hatten auch Russen und Usbeken woanders diese Probleme, dies ging jedoch in der nationalistischen und anti-russischen Stimmung unter. In den letzten Jahren der Sowjetunion entstanden vermehrt ethnische Konflikte. Ab 1988 kam es im Süden öfter zu Schlägereien und Messerstechereien zwischen Kirgisen und Usbeken. 1989 kam es zu Krawallen zwischen Mescheten und Usbeken. Diese angespannte Lage war hauptsächlich ethnisch begründet, Religion hat hier wohl eine untergeordnete Rolle gespielt. Sie mündete schließlich in die Unruhen in Osch 1990.
Innerhalb der Sowjetunion gab es de jure keine offizielle Landessprache, auch wenn es de facto die Russische Sprache war. Bolschewiken sahen keinen Grund dazu, in entlegenen Regionen die Russische Sprache mit allen Mitteln als einzige Sprache durchzusetzen. Im Gegenteil fürchtete man damit unnötige Spannungen zu erzeugen. So wurde an den Schulen der Kirgisischen Sozialistischen Sowjetrepublik zwar Russisch als Pflichtgegenstand unterrichtet und sämtliche offiziellen amtlichen Anliegen mussten in Russisch vorgebracht werden, jedoch war Kirgisisch weiterhin Umgangssprache. Erst im Jahr 1990 wurde mit dem Gesetz der Sprachen Russisch als offizielle Landessprache in der Sowjetunion eingeführt, allerdings stand es den sowjetischen Teilrepubliken zu, neben Russisch noch andere offizielle Landessprachen im Rahmen ihrer Rechtsprechung zu ernennen. Am 15. Dezember 1990 erklärte Kirgisistan seine Souveränität innerhalb der UdSSR.
Nach Erlangung der Unabhängigkeit Kirgisistans wurde das gesamte öffentliche Wesen in Kirgisischer Sprache abgewickelt und es wurde damit begonnen, die Schreibweise wichtiger geographischer Bezeichnungen und Personennamen der Kirgisischen Aussprache anzupassen. Es gab nach der Unabhängigkeit lange Zeit Bemühungen, eine Latinisierung der Schrift vorzunehmen. Jedoch sind Kirgisistan gemeinsam mit Kasachstan bis dato die einzigen beiden verbleibenden Turkstaaten mit kyrillischem Alphabet.

## Geschichte seit der staatlichen Unabhängigkeit

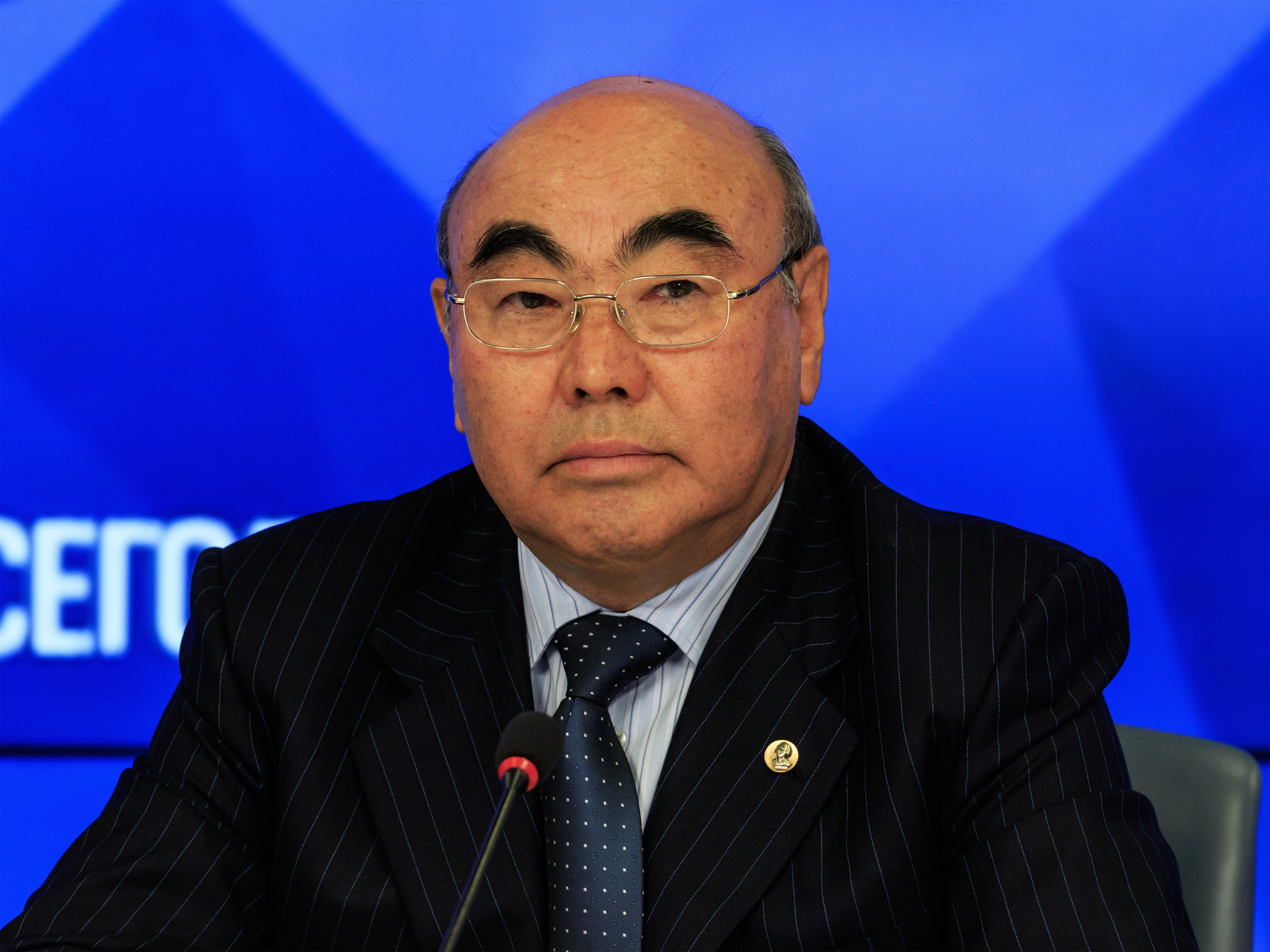
Der erste Staatspräsident Askar Akajew.

Am 31. August 1991 erklärte das Parlament die Republik für unabhängig.

### Staatliche Unabhängigkeit 1991 und die Ära Akajew 1991–2005
Am 31. August 1991 erklärte Kirgisistan seine Unabhängigkeit. Erster Präsident wurde Askar Akajew, der seit 1990 Staatspräsident der Kirgisischen SSR war und bei der Präsidentschaftswahl in Kirgisistan 1991 zum Präsidenten des unabhängigen Kirgisistans gewählt wurde. Scharipa Sadybakasowa wurde 1995 als erste Frau nach der Unabhängigkeit ins Unterhaus des nationalen Parlaments gewählt, im selben Jahr vier Frauen ins Oberhaus. In den ersten Jahren seiner Präsidentschaft vollzog Akajew einen radikalen Schritt von der Plan- zur Marktwirtschaft. Er leitete eine Demokratisierung der politischen Strukturen ein; eine neue Verfassung wurde durch das Parlament im Mai 1993 verabschiedet. Nach seiner Wiederwahl bei der Präsidentschaftswahl in Kirgisistan 1995 und der Parlamentswahl in Kirgisistan 1995 begann Präsident Akajew seine Machtposition zu stärken: Durch eine 1996 per Referendum gebilligte Verfassungsänderung erhielt er weit gehende Kompetenzen in der Innen- und der Außenpolitik. Im Referendum von 1998 wurde die Macht des Parlaments beschränkt.
Ab Ende der 1990er Jahre – besonders nach dem Batken-Konflikt im Südwesten des Landes in den Jahren 1999 und 2000 und infolge der Ereignisse vom 11. September 2001 – zeichnete sich ein zunehmend autoritärer Regierungsstil Akajews ab. Sowohl die Parlamentswahl in Kirgisistan 2000 wie auch die Präsidentschaftswahl am 29. Oktober 2000 wurden von der OSZE, die Beobachtermissionen entsandt hatte, als nicht den Kriterien der OSZE entsprechend kritisiert. Weitere Proteste im In- und Ausland lösten im März 2001 die Verurteilung des ehemaligen Ministers und Bischkeker Bürgermeisters Felix Kulow zu sieben Jahren Gefängnis wegen Amts- und Machtmissbrauchs, im Januar 2002 die Verhaftung des Parlamentariers Asimbek Beknasarow, ebenfalls wegen Machtmissbrauchs, und im März 2002 der Tod von fünf Demonstranten durch Polizeischüsse in dem Ort Aksy aus. Zwar herrschte insgesamt noch immer ein im Vergleich zu anderen zentralasiatischen Staaten eher liberales Klima mit einer aktiven und starken Zivilgesellschaft, aber positive Reformschritte wie Ansätze zu Reformen im Justizwesen und der Gefängnisverwaltung, Einführung von Wahlen auf Ebene der Lokaladministration u. a. waren begleitet von anhaltenden Einschüchterungsversuchen gegenüber unabhängigen Stimmen aus Presse und Opposition. In der Folge kam es häufiger zu Unruhen, in denen sich der ärmere Süden gegen den reicheren Norden erhob.
In Kirgisistan sprechen vorsichtige Schätzungen von einem Anstieg der Armut nach dem Zerfall der Sowjetunion 1991 auf über 75 % im Jahr 1993 bei einem Rückgang des BIP von 21 %. Auch 1997 lebten noch 50 % der kirgisischen Bevölkerung in Armut.

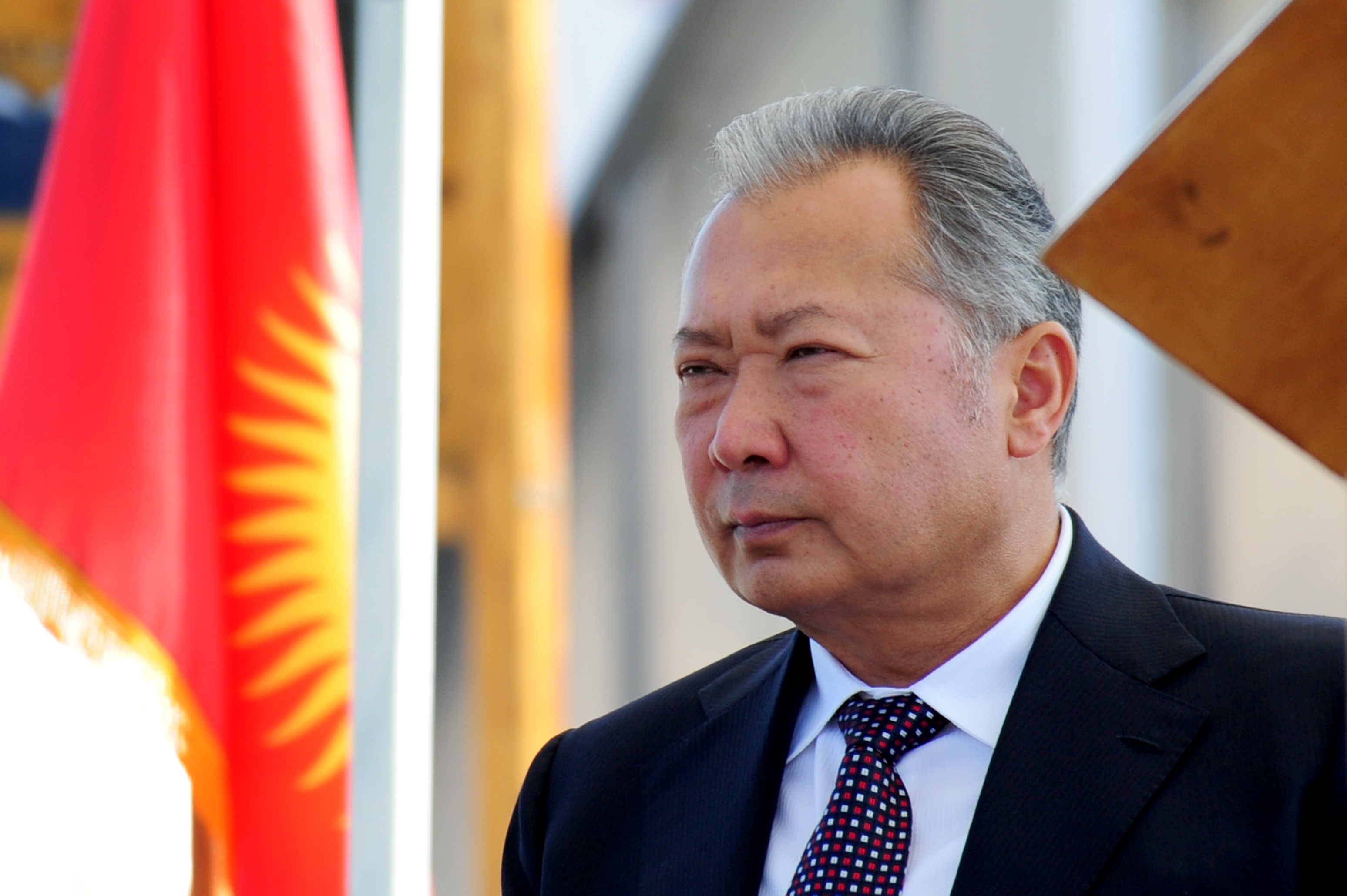
Staatspräsident Kurmanbek Bakijew (2009)

Nach den Parlamentswahlen am 27. Februar 2005, die nach Angaben von OSZE-Beobachtern nicht demokratischen Standards entsprachen, kam es zu Unruhen, die zur so genannten Tulpenrevolution führten. Präsident Akajew und seine Regierung traten unter dem Druck der Demonstrationen am 24. März 2005 zurück. Akajew floh nach Russland, wo ihm Asyl gewährt wurde. Oppositionsführer Kurmanbek Bakijew wurde zum Übergangspräsidenten bestimmt und bei den Präsidentschaftswahlen am 10. Juli im Amt bestätigt. Sein Partner Felix Kulow wurde Regierungschef.

### Die Jahre seit der „Tulpenrevolution“ 2005
Nach einem Zerwürfnis der beiden ging Kulow in die Opposition. Bakijew initiierte ein Verfassungsreferendum, das die Position des Staatspräsidenten stärken sollte, sowie eine Wahlrechtsänderung beinhaltete, die u. a. kleine Parteien benachteiligt. Die Änderungsvorschläge des Präsidenten wurden in der Abstimmung am 21. Oktober 2007 mit großer Mehrheit angenommen. Bakijew löste daraufhin das Parlament auf und setzte Neuwahlen an. Bei den Wahlen am 16. Dezember 2007 siegte seine Partei Ak Dschol mit knapp 50 % der Stimmen. Beobachter beurteilten Referendum und Parlamentswahl als nicht fair. Auch die Präsidentschaftswahlen am 23. Juli 2009, bei denen Bakijew mit 76,1 % der Stimmen im Amt bestätigt wurde, wurden von der Opposition und internationalen Beobachtern als unfair bezeichnet.

### Regierungswechsel 2010
Bei Demonstrationen gegen die Regierung wurden im April 2010 Dutzende Menschen getötet, darunter soll auch der Innenminister Moldomussa Kongantijew gewesen sein, was später jedoch dementiert wurde. Der Vorsitzende der Sozialdemokratischen Partei Kirgisistans, Almasbek Atambajew, und weitere Oppositionelle wurden festgenommen. Gleichzeitig verhängte Präsident Bakijew in Bischkek sowie im Norden des Landes den Ausnahmezustand und eine nächtliche Ausgangssperre. Die Opposition verkündete am 7. April 2010 den Sturz der Regierung und die Einrichtung einer Übergangsregierung unter der Ex-Außenministerin Rosa Otunbajewa. Präsident Bakijew weigerte sich zunächst zurückzutreten und flüchtete in die Stadt Dschalal-Abad im Süden des Landes. Eine Woche nach dem Aufstand in Kirgisistan erklärte Bakijew jedoch seinen Rücktritt und setzte sich ins benachbarte Kasachstan ab.
Am 27. Juni 2010 stimmte die Bevölkerung Kirgisistans einer umfassenden Verfassungsänderung zu, die die Einrichtung einer parlamentarischen Republik vorsieht. Überschattet wurde das Referendum im Vorfeld durch schwere Ausschreitungen im Süden des Landes. Bei Auseinandersetzungen zwischen Kirgisen und Angehörigen der usbekischen Minderheit kamen in den Städten Osch und Dschalal-Abad bis zu 2000 Menschen ums Leben.
Am 10. Oktober 2010 fand die erste Parlamentswahl nach der Annahme der neuen Verfassung statt. Die Parteien Ata-Schurt, die Sozialdemokratische Partei Kirgisistans (SDPK), Ar-Namys, Respublika und Ata Meken gelangten ins Parlament. Obwohl die Partei Ata-Schurt, die vor allem von Anhängern des gestürzten Präsidenten Bakijew unterstützt wurde, die größte Fraktion im kirgisischen Parlament bildete, erteilte Übergangspräsidentin Otunbajewa der SDPK den Auftrag zur Regierungsbildung. Am 29. November 2010 unterzeichneten die Sozialdemokraten mit den Parteien Ata-Meken und Respublika einen Koalitionsvertrag, der die Bildung einer mitte-links Regierung in Kirgisistan bedeutete. Bei der folgenden Präsidentschaftswahl in Kirgisistan 2011 und der Parlamentswahl in Kirgisistan 2015 konnte die SDPK weitere Wahlsiegen einfahren. Neuer Präsident wurde der Sozialdemokrat Almasbek Atambajew, der die Präsidentschaftswahl 2011 mit über 63 % der abgegebenen Stimmen deutlich für sich entscheiden konnte. In der Legislaturperiode nach der Parlamentswahl 2015 führte die SDPK die Regierungskoalition als stärkste Fraktion im Parlament an, regierte allerdings mit wechselnden Koalitionspartnern.

### Nach der Wahl 2017

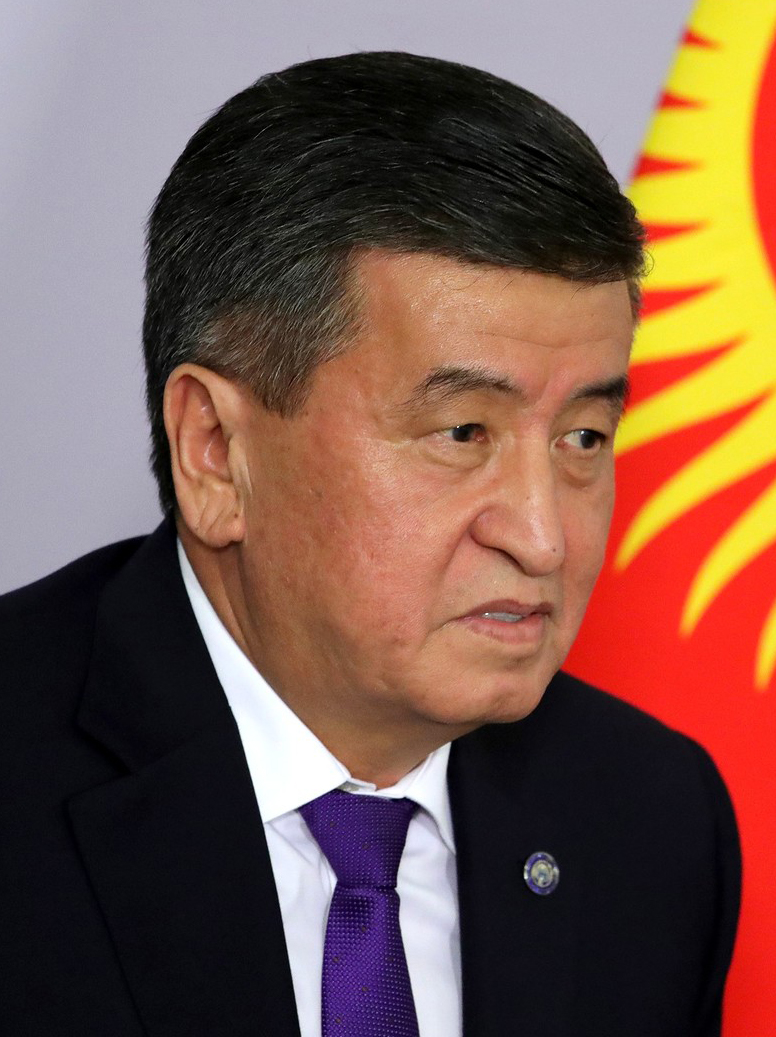
Sooronbai Dscheenbekow (2018)

Bei der Präsidentschaftswahl in Kirgisistan 2017 wurde Sooronbai Dscheenbekow, früherer Premierminister und Wunschkandidat des scheidenden Atambajews, mit 54,2 Prozent Stimmen zum neuen Staatsoberhaupt Kirgisistans gewählt. Das Wahlergebnis wurde jedoch laut unabhängigen Forschungsinstitutionen wie „Pragma“ oder kirgisischen Menschenrechtlern von Unregelmäßigkeiten überschattet. Das Nachrichtenportal „Fergana“ berichtete sogar über Mafiakontakte der Atambajew-Administration, die Sooronbai Dscheenbekow zum Sieg verhalfen. Der Hauptkontrahent des gewählten Präsidenten, Ömürbek Babanow, sprach seinerseits von massiven Betrugspraktiken der Staatsmacht.
Zwischen dem Präsidenten Dscheenbekow und seinem Vorgänger Atambajew entwickelte sich nach der Präsidentschaftswahl ein Machtkampf, der ein maßgebliches Thema der kirgisischen Innenpolitik darstellte. Im März 2018 wurde Atambajew zum Vorsitzenden der regierenden Sozialdemokratischen Partei gewählt, der auch Dscheenbekow angehört. Atambajew nutzte seine neue politische Funktion immer wieder für Kritik am Präsidenten und seiner Regierungsarbeit. Dieser reagierte mit der Verhaftung zahlreicher Vertrauter Atambajews auf Grund von Korruptionsvorwürfen. Am 27. Juni 2019 hob das Parlament die Immunität Atambajews auf. Begründet wurde dieser Schritt mit einem Fall aus dem Jahr 2015 als während Atambajews Amtszeit ein bekannter Krimineller unter ungeklärten Umständen freigelassen wurde. Am 7. August 2019 kam es zu einem Einsatz von Spezialkräften, die den ehemaligen Präsidenten in seinem Wohnhaus in Koi-Tasch verhaften sollten. Die Operation wurde aber von Unterstützern Atambajews verhindert, ein Mann wurde bei den Ausschreitungen getötet, 80 Personen wurden verletzt. Am 8. August 2019 wurde Atambajew schließlich doch verhaftet, Präsident Dscheenbekow warf seinem Vorgänger die Verletzung der Verfassung und den bewaffneten Widerstand gegen Ermittlungsarbeiten vor.
Die Ereignisse schürten in Kirgisistan Ängste vor wachsender politischer Instabilität. Nach dem friedlichen Regierungswechsel von Atambajew zu Dscheenbekow gab es vermehrt Hoffnungen auf eine dauerhafte Stabilisierung des Landes. Die rivalisierenden Lager Dscheenbekows und Atambajews sowie die immer noch bestehenden Clan-Strukturen in der Politik bergen aber die Gefahr neuerlicher gewaltsamer Auseinandersetzungen.
Neben diesen innenpolitischen Konflikten stellte die Verschärfung des kirgisisch-tadschikischen Grenzkonflikts ab dem Jahr 2018 mit zahlreichen Toten und Verletzten eine außenpolitische Herausforderung für Kirgisistan dar. Die Häufung gewaltsamer Zusammenstöße im Grenzgebiet war auf Streitigkeiten um Wasser und Land sowie auf umstrittene Infrastrukturprojekte in der Region zurückzuführen. Gespräche zwischen beiden Staaten, an denen auch Präsidenten Dscheenbekow und Premierminister Muchammedkaly Abylgasijew teilnahmen, brachten trotz beidseitiger Hoffnungen auf eine Lösung der umstrittenen Grenzfragen keinen Durchbruch.

### Politische Krise 2020
Das Jahr 2020 war in Kirgisistan von großer politischer Unsicherheit geprägt. Am 18. März 2020 wurde der erste bestätigte Fall von COVID-19 in Kirgisistan gemeldet. Die Fallzahlen stiegen in den folgenden Wochen langsam an und erreichten im Juli mit über 1.500 Neuinfektionen pro Tag ihren vorläufigen Höhepunkt. Eine zweite Welle im Herbst brachte erneut steigende Infektionszahlen mit sich, die Höchststände aus dem Sommer wurden jedoch nicht erreicht. Auch in Kirgisistan ging die Pandemie mit sozialen und wirtschaftlichen Problemen einher, die die politische Stabilität im Land gefährdeten.
Im Juni 2020 wurde das Land zudem von einer Regierungskrise erfasst, nachdem Premierminister Muchammedkaly Abylgasijew infolge eines Skandals um die staatliche Vergabe von Funkfrequenzen zurücktreten musste. Daraufhin bildete sich eine Übergangsregierung unter der Führung von Kubatbek Boronow, die bis zur Abhaltung der Parlamentswahl in Kirgisistan 2020 im Amt blieb.
Die Parlamentswahl 2020 war von besonderer Bedeutung für Kirgisistan, da infolge der Spaltung der Regierungspartei SDPK mit veränderten politischen Machtverhältnissen gerechnet wurde. Als Favoriten für den Wahlsieg galten im Vorfeld der Wahl die Parteien Birimdik und Mekenim Kirgisistan. Während Birimdik insbesondere von Anhängern des damaligen Präsidenten Dscheenbekow unterstützt wurde, war die Partei Mekenim Kirgisistan eng mit Raimbek Matraimow, einem ehemaligen Zollbeamten, der inzwischen im Zentrum eines der größten Korruptions- und Geldwäscheskandale der kirgisischen Geschichte steht, verbunden. Der Wahlkampf war geprägt von gegenseitigen Beschuldigungen der Wahlmanipulation, des Stimmenkaufs und des Missbrauchs staatlicher Ressourcen, wobei insbesondere die von Matraimow finanziell unterstützte Partei Mekenim Kirgisistan im Zentrum dieser Vorwürfe stand. Insgesamt bildete sich eine weitverbreitete Skepsis hinsichtlich des geregelten Ablaufs der Parlamentswahl am 4. Oktober 2020.

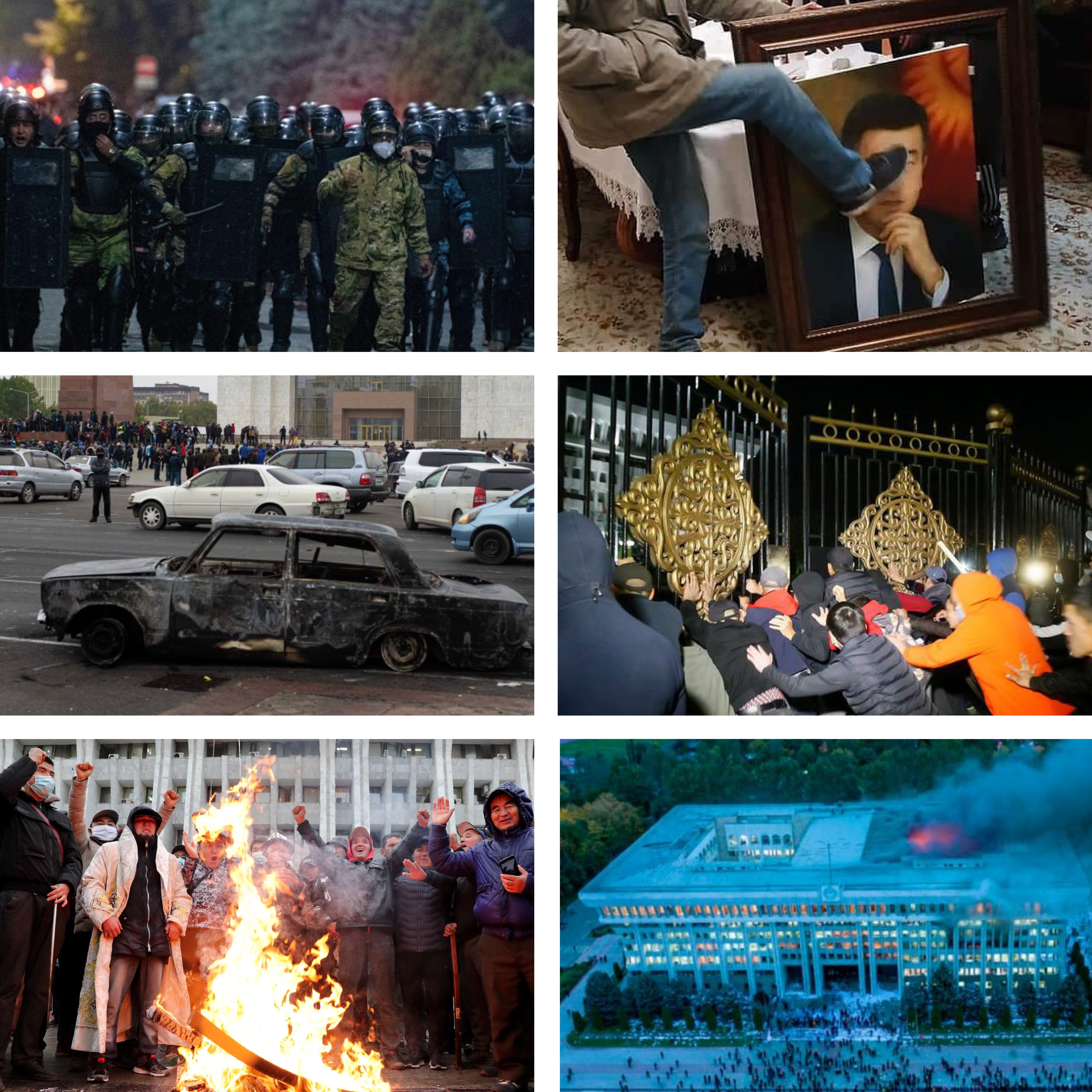
Protestanten stürmen das Weiße Haus in Bischkek

Diese Skepsis wurde durch zahlreiche Berichte über Unregelmäßigkeiten am Wahltag erhärtet. Am Abend des 4. Oktober gab die Zentrale Wahlkommission ein vorläufiges Wahlergebnis bekannt, demzufolge Birimdik die Wahl mit 24,52 % der abgegebenen Stimmen knapp vor Mekenim Kirgisistan gewonnen hatte. In der Nacht des Wahltags begannen die Proteste in der Hauptstadt Bischkek, die sich gegen die Manipulation der Parlamentswahl richteten. Am 5. Oktober weiteten sich die Proteste aus und es kam vermehrt zu gewaltsamen Zusammenstößen zwischen den Sicherheitskräften und Protestanten sowie zwischen verschiedenen politischen Gruppen. In der Nacht vom 5. auf den 6. Oktober kulminierten die Proteste in der Erstürmung des Weißen Hauses, dem Amtssitz des Präsidenten in Bischkek. Darüber hinaus wurden zahlreiche prominente Politiker aus der Haft befreit, darunter Ex-Präsident Atambajew und Sadyr Dschaparow. Letzterer schwang sich nach der Annullierung des Wahlergebnisses und dem Rücktritt der Übergangsregierung unter Boronow am 9. Oktober zum politischen Anführer der Proteste auf, die sich inzwischen primär gegen Präsident Dscheenbekow richteten. Am 10. Oktober wurde Dschaparow von den Abgeordneten des kirgisischen Parlaments zum neuen Premierminister gewählt und übte daraufhin verstärkt Druck auf Präsident Dscheenbekow aus, der infolgedessen am 15. Oktober seinen Rücktritt erklärte. Dschaparow wurde daraufhin kommissarischer Präsident und vereinte damit die beiden wichtigsten Staatsämter in Kirgisistan auf sich.

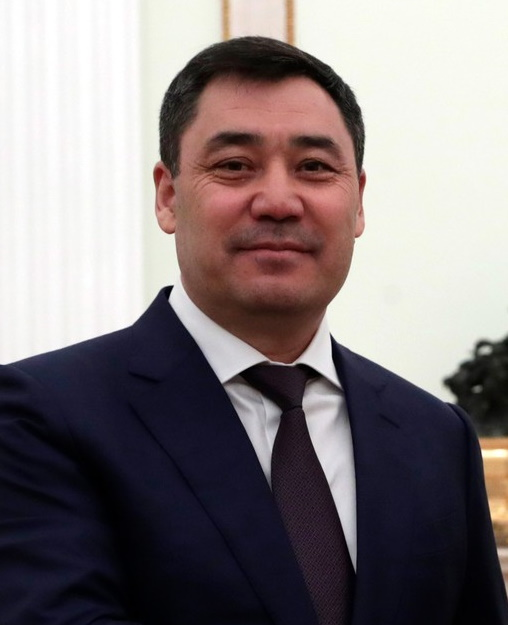
Sadyr Dschaparow, 2021

In den folgenden Monaten konsolidierte Dschaparow seine politische Macht. Er besetzte zahlreiche Ämter mit seinen Vertrauten und kündigte weitreichende politische Reformen an, die insbesondere die Rolle des Präsidenten stärken sollen und die Entwicklung von einem Präsidialsystem hin zu einem parlamentarischen Regierungssystem, die Kirgisistan in den 2010er-Jahren vollzogen hatte, umkehren würden. Am 14. November trat Dschaparow von seinen Ämtern als kommissarischer Präsident und Premierminister zurück, um seine Kandidatur bei der Präsidentschaftswahl in Kirgisistan 2021 vorbereiten zu können. Seine kommissarischen Nachfolger wurden Talant Mamytow im Amt des Präsidenten und Artjom Nowikow im Amt des Premierministers.
Die Präsidentschaftswahl am 10. Januar 2021 ergab einen deutlichen Sieg Dschaparows, der mehr als 79 % der abgegebenen Stimmen erhielt. Parallel zur Präsidentschaftswahl stimmten die Kirgisen im ersten Wahlgang des Verfassungsreferendums in Kirgisistan 2021 für die Rückkehr zu einem präsidentiellen Regierungssystem. Im zweiten Wahlgang des Verfassungsreferendums am 11. April 2021 unterstützte die absolute Mehrheit der Wähler einen von Dschaparow unterstützen Verfassungsentwurf, der daraufhin am 5. Mai 2021 durch die Unterschrift Dschaparows in Kraft trat.

### Entwicklungen seit 2020
Während der Unruhen in Kasachstan 2022 entsandte Kirgisistan im Rahmen einer OVKS-Misson Truppen zur Unterstützung der kasachischen Regierung. Die Unterstützung für das „Brudervolk“ war breit. Kritisiert wurde, dass die OVKS bei den Unruhen 1990, bei den Grenzkonflikt mit Tadschikistan und bei dem Batken-Konflikt nicht eingegriffen hat.
Nach dem russischen Überfall auf die Ukraine 2022 blieb Kirgisistan politisch weitgehend neutral. In einem Telefonat mit Wladimir Putin soll Sadyr Dschaparow seine Unterstützung für die Invasion ausgesprochen haben. Die gesellschaftliche Lage ist weiterhin angespannt. Russische Propaganda ist weitverbreitet, Kanäle wie Rossija 1 oder Perwy Kanal laufen im Fernsehen und werden auch gesehen. Das Land ist ein beliebtes Ziel bei Russen, die der Rekrutierung entkommen wollen, allerdings sind Länder wie Kasachstan und Georgien beliebter. Die Polizei soll Druck auf Russen ausüben, wenn diese sich kritisch über den Krieg äußerten. Vor dem Krieg arbeiteten viele Kirgisen im Ausland, vorwiegend in Russland. Einige von ihnen werden rekrutiert, es sollen schon mehrere im Krieg gestorben sein. Deshalb wurde davor gewarnt, nach Russland auszuwandern.
2022 kam es erneut zu einer Eskalation des Kirgisisch-tadschikischen Grenzkonflikts.